# Maria Rzeuska

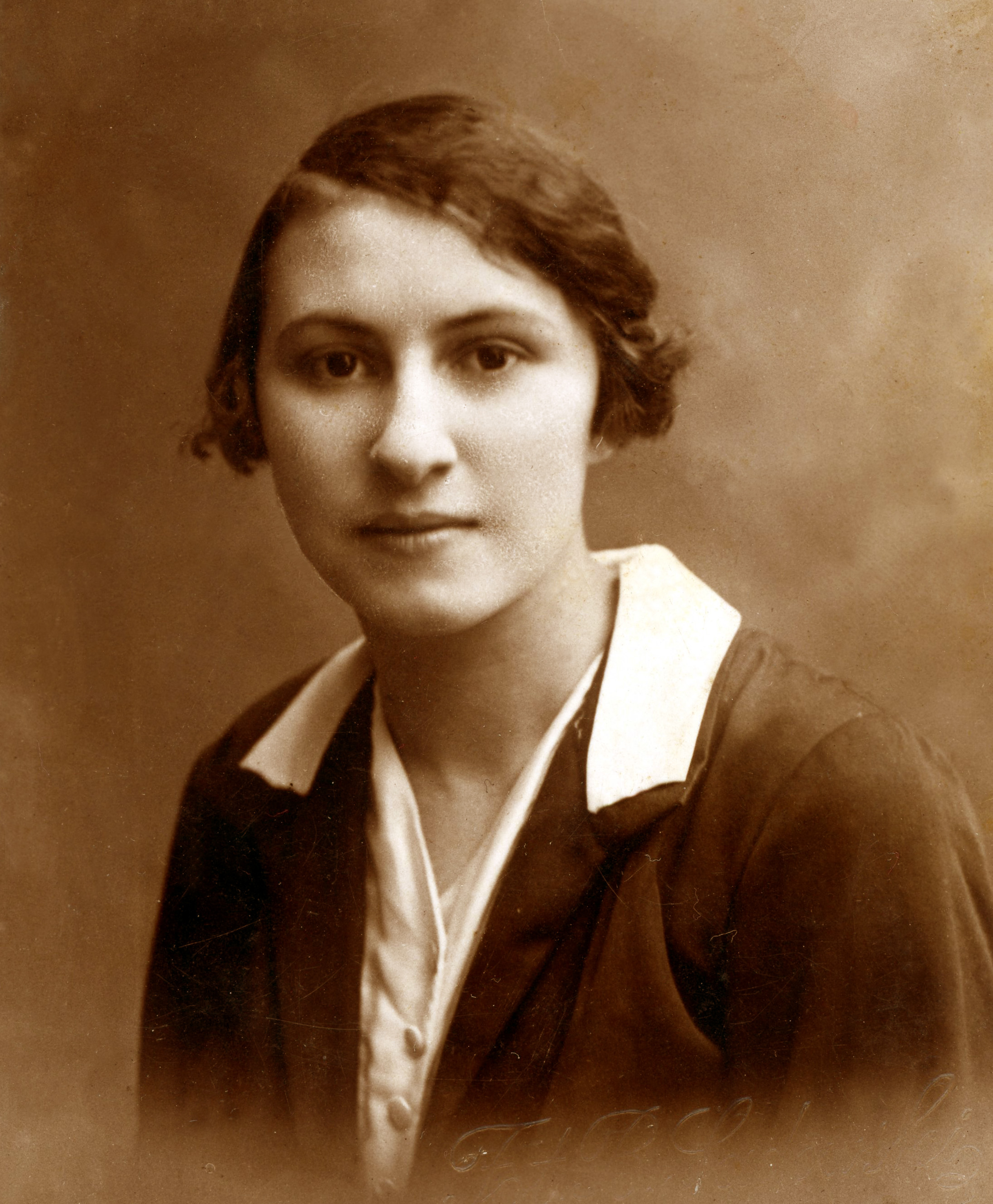
Marianna Aleksandra Rzewuska, później znana jako Rzeuska. 1929 r. Siedlce

Maria Aleksandra Rzeuska (ur. 5 września 1908 w Warszawie, zm. 20 maja 1982 w Warszawie) – uczona polska, historyk literatury, członkini Towarzystwa Naukowego Warszawskiego.

## Życiorys
Była córką Bronisława Rzewuskiego (stolarza) i Bronisławy Rzewuskiej z d. Remiszewskiej. Uczęszczała do Gimnazjum im. Królowej Jadwigi w Siedlcach (do 1928), następnie studiowała polonistykę i filozofię na Uniwersytecie Wileńskim (1929–1935); należała do grona lewicowych działaczy i publicystów wileńskich, m.in. obok Eugenii Krassowskiej, Stefana Jędrychowskiego, Jerzego Putramenta. Po studiach była asystentem w Katedrze Historii Literatury Polskiej (1935–1939), w 1938 obroniła doktorat (na podstawie pracy „Chłopi” Reymonta). Po wybuchu wojny pracowała jako korektorka w redakcji „Gazety Ludowej”, pomagała więźniom oraz osobom narodowości żydowskiej; była więziona przez gestapo w więzieniu na Łukiszkach, w Wilnie. Uczestniczyła w tajnym nauczaniu na poziomie licealnym w Wilnie.
W latach 1944–1947 pełniła funkcję naczelnika Wydziału Kultury w Urzędzie Głównego Pełnomocnika Rządu ds. Ewakuacji w Wilnie; była następnie referendarzem w Naczelnej Dyrekcji Muzeów i Ochrony Zabytków w Warszawie, a od 1948 adiunktem w Katedrze Historii Literatury Polskiej Uniwersytetu Warszawskiego. W 1954 przeniosła się do Archiwum PAN, gdzie pracowała od 1955 jako docent. Przeszła na emeryturę w 1974.
Od 1950 była członkiem korespondentem Towarzystwa Naukowego Warszawskiego, brała również udział w pracach Komisji Historii Literatury Polskiej PAU (od 1948).
„W okresie powojennym Maria Rzewuska związała się na stałe z Warszawą· Do roku 1954 pracowała na Uniwersytecie Warszawskim; tu przeżyła najgorsze lata, by zostać usuniętą wtedy właśnie. Po roku 1956 na Uniwersytet i do zajęć dydaktycznych nie powróciła, choć był to czas powrotów. Pracowała aż do przejścia na emeryturę w Archiwum Polskiej Akademii Nauk, dysponując osobliwym tytułem (czy też nazwą funkcji): „docent przy PAN-ie” (ze wspomnień Michała Głowińskiego w Pamiętniku Literackim LXXV z 1984 r. z 1 pt. Maria Rzeuska).
Do opisu pracy Marii w latach 1944–1947 odniósł się autor artykułu pt. „Walka o tzw. rewindykację wileńskich dóbr kultury po II Wojnie Światowej” Roman Olkowski w Roczniku Muzealnictwo nr 58 z 2017 r.
Jej zainteresowania naukowe obejmowały historię literatury polskiego modernizmu oraz metodologię historii literatury. Badała m.in. twórczość Reymonta oraz Orkana, przygotowała edycje Pomoru (1938) i Kostki Napierskiego (1939) Orkana oraz Chłopów Reymonta (1953). Zajmowała się również współczesną literaturą anglosaską. Ogłosiła m.in.:
- O tzw. badaniach „formalnych” nad literaturą (1935)
- Reforma polonistyki (1935)
- Problemy akcji w „Chłopach” Reymonta (1938)
- Władysław Reymont, poeta wsi (1941)
- Celowość w noweli Prusa „Z legend dawnego Egiptu” (1948)
- Sprawa o gwarę „Chłopów” Reymonta (1950)
- O metodę analizy językoznawczej gwary dzieła literackiego (1952)
- Główne kierunki współczesnej krytyki literackiej w Anglii i Stanach Zjednoczonych (1963)
- O języku, stylu i polszczyźnie filozofów szkoły Twardowskiego (1969)